# Jüdische Friedhöfe in Rothenburg ob der Tauber
Bei den Jüdischen Friedhöfen in Rothenburg ob der Tauber handelt es sich um den nicht mehr existierenden Mittelalterlichen Friedhof und um den sogenannten Neuen Friedhof in Rothenburg ob der Tauber, einer Stadt im Landkreis Ansbach in Bayern.

## Mittelalterlicher Friedhof

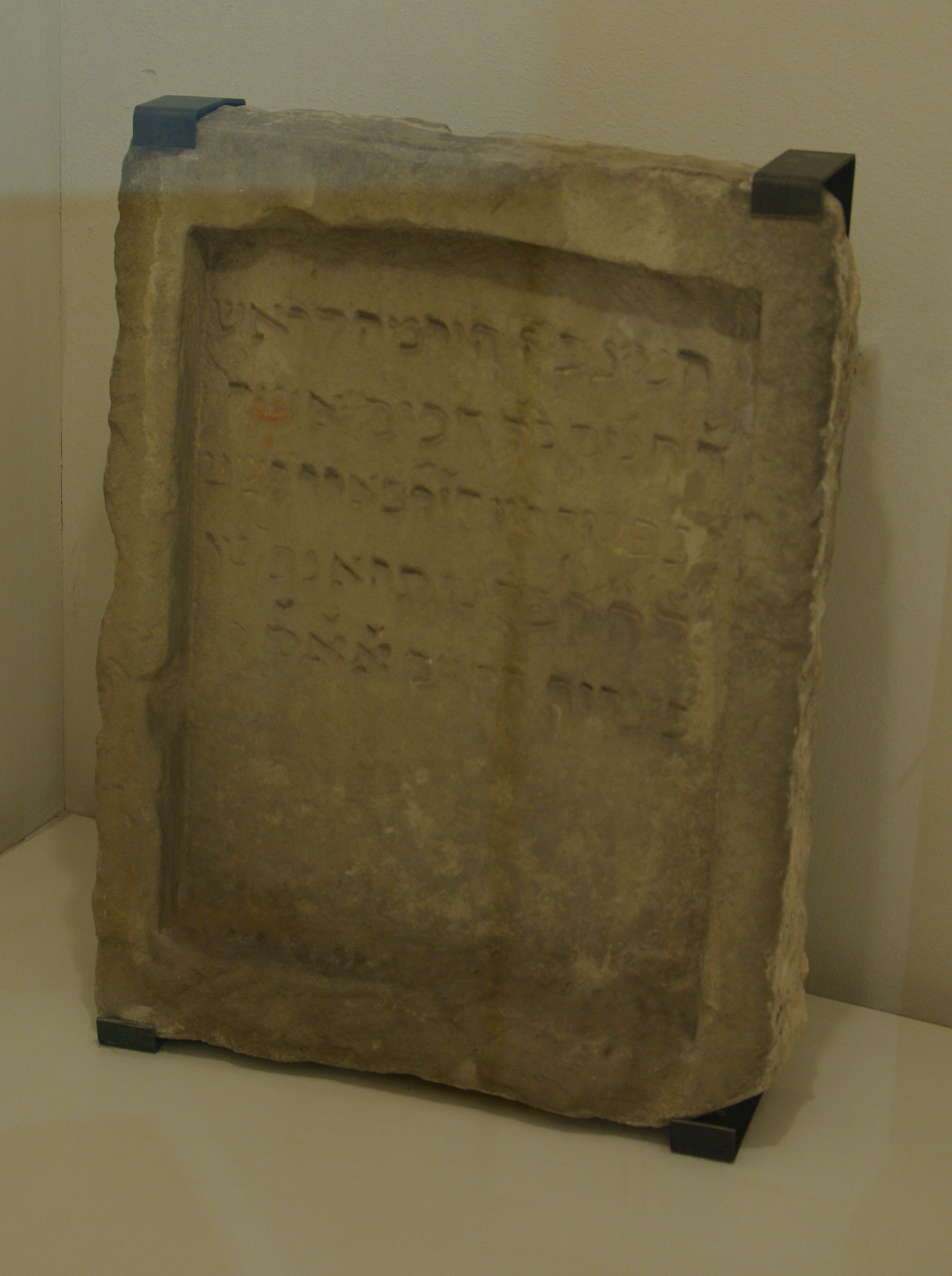
Einer der erhaltenen Grabsteine des mittelalterlichen jüdischen Friedhofes, ausgestellt im Jüdischen Museum Franken in Fürth.

Der aus dem Mittelalter stammende jüdische Friedhof, der von ca. 1339 bis zum Jahr 1520 belegt wurde, befand sich im Bereich des heutigen Schrannenplatzes. Es sind 45 Grabstein-Fragmente erhalten.
- Koordinaten:  49° 22′ 45,8″ N, 10° 10′ 47,4″ O

### Geschichte
Der heutige Schrannenplatz hieß bis 1958 Judenkirchhof. Bereits 1339 wurde der Platz als Coemeterium Judaeorum bezeichnet und lag damals außerhalb der Stadtmauer. 1406/07 wurde eine Synagoge auf dem Platz errichtet. Durch die judenfeindliche Hetze des Theologen Johann Teuschlein wurden die Juden 1520 aus Rothenburg vertrieben, die Synagoge geplündert und in eine Kapelle „Zur reinen Maria“ umgewandelt, die 1561 aber abgebrochen wurde.
Ab 1520 wurde der Platz als christlicher Friedhof genutzt. Bei einer Erweiterung 1532/33 wurden die jüdischen Gräber geschändet. Die Grabsteine wurden als Baumaterial weiterverwendet – drei Steine in der Außenwand der Rothenburger Schranne, fünf Steine an der Burgmauer, zehn Steine in der Mauer des sogenannten Rabbi Meir-Gärtchens und ein Doppelgrabstein in der Judengasse. Im Jahr 1914 wurden bei Tiefbauarbeiten 33 mittelalterliche Grabsteine (1266–1395) auf dem Platz entdeckt. Heute befinden sich die meisten dieser Steine im RothenburgMuseum.

## Neuer Friedhof

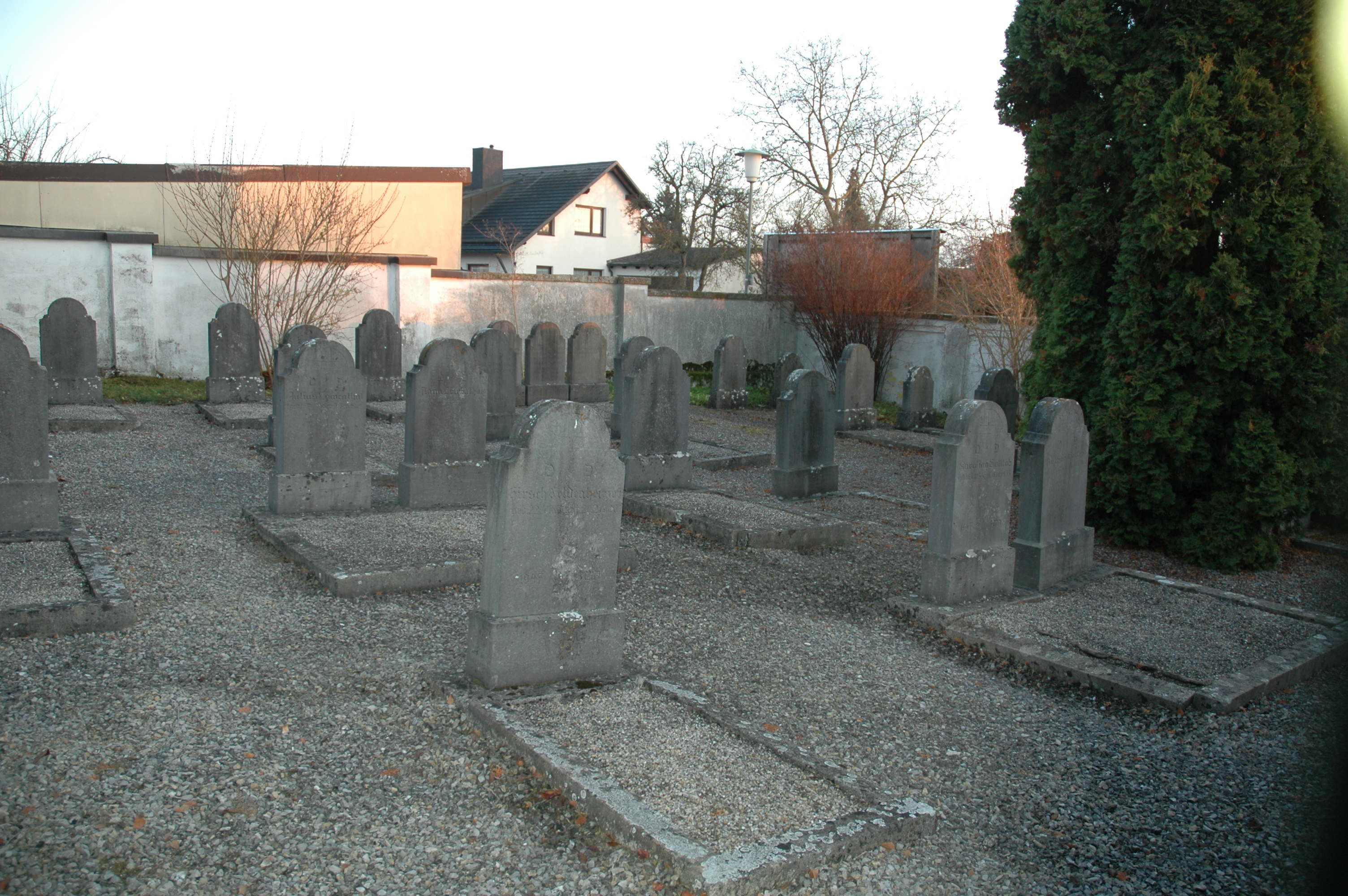
Südlicher Teil des Neuen Jüdischen Friedhofs Rothenburg ob der Tauber

Der Neue Friedhof, der von 1899 bis 1938 belegt wurde, befindet sich an der Ecke Wiesenstraße / Würzburger Straße. Auf dem 296 m² großen Areal sind 41 Grabsteine und ein rot geziegeltes Taharahaus erhalten. Die ursprüngliche Einrichtung des Taharahauses fehlt.
- Koordinaten:  49° 23′ 3,6″ N, 10° 11′ 11,9″ O

### Geschichte

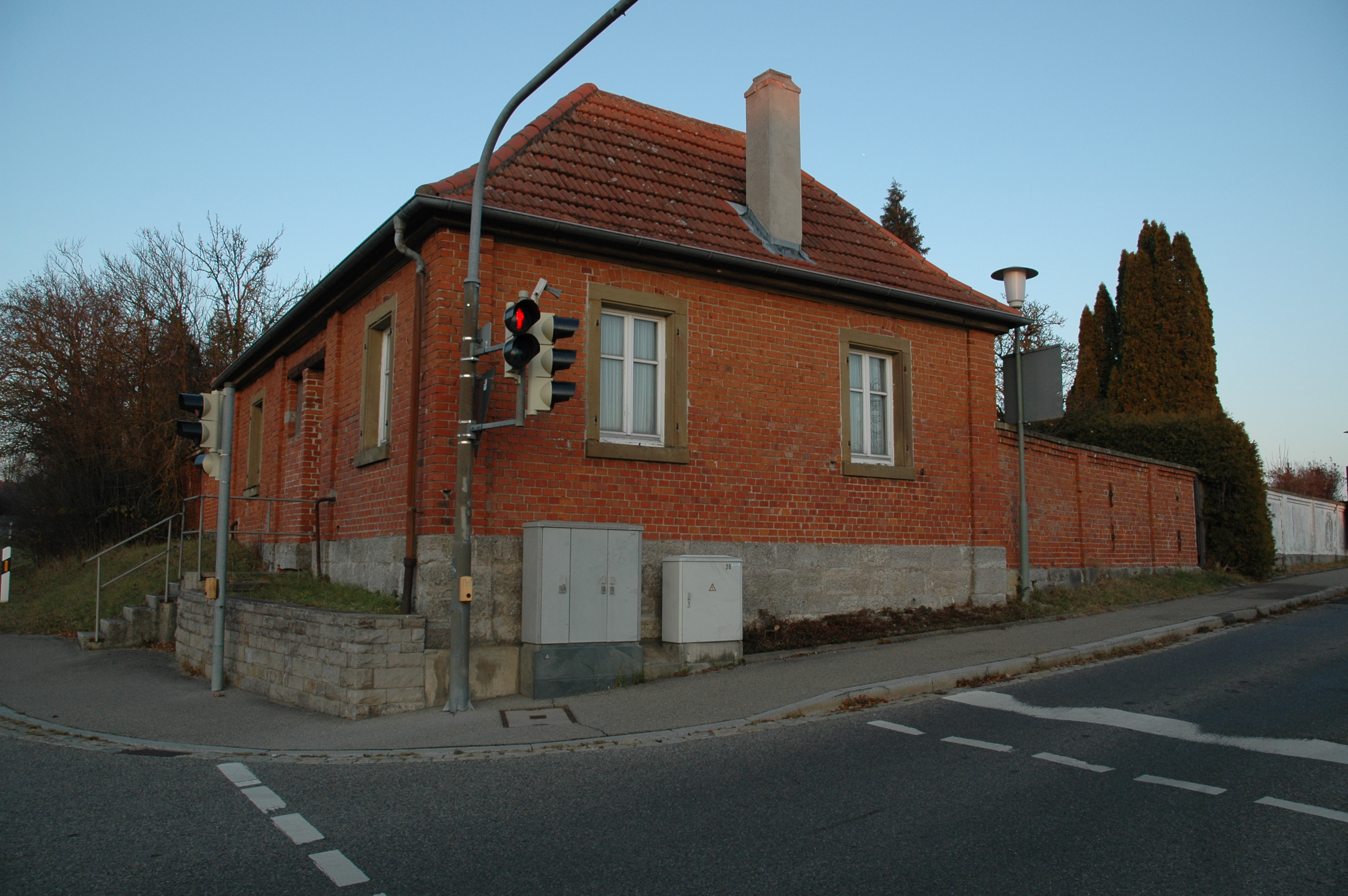
Das alte Taharahaus. Im Anschluss ist die weiße Friedhofsmauer zu sehen

Nach 1870 siedelten sich wieder Juden in Rothenburg an und gründeten am 27. September 1876 eine jüdische Gemeinde. Bevor der neue Friedhof eingerichtet wurde, bestatteten die Rothenburger Juden ihre Toten auf dem Jüdischen Friedhof Ermetzhofen. Der neue Friedhof wurde im September 1899 von der Regierung in Ansbach genehmigt. Im ältesten Grab liegt Karoline Hofmann, die Frau des Religionslehrers Moses Hofmann, die am 20. Dezember 1899 verstarb. Als Letzte wurde wahrscheinlich Anna Löwenthal beigesetzt, die am 28. Januar 1938 verstarb.
Der Friedhof wurde während der Zeit des Nationalsozialismus zwischen 1942 und 1943 geschändet, und die Grabsteine wurden umgeworfen. Das Gelände wurde am 26. Mai 1943 von der jüdischen Gemeinde für 310 Reichsmark an die Stadt verkauft, die es wiederum an Heinrich und Ludmilla Fees aus Kitzingen weiterverkaufte. Sie erlaubten der Rothenburger Steinmetzfirma Herrscher, die Grabsteine vom Friedhof zu entfernen und sie weiterzuverarbeiten. 1946 war aus dem Friedhof ein Gemüsegarten geworden, auf dem sich nur noch ein Grab befand.
Nach dem Ende des Zweiten Weltkriegs beschlagnahmte die amerikanischen Militärregierung das Gelände, überließ es der Jüdischen Restitutionsnachfolger-Organisation (JRSO) und forderte von der Stadt Rothenburg die Wiederherstellung des Friedhofs. Die Stadt beauftragte 1947 die Ochsenfurter Steinmetzfirma Krämer, für 4600 Reichsmark die Grabsteine in einheitlichem Format für die 40 geschändeten Gräber wiederherzustellen. Die neuen Grabsteine, die bis heute existieren, wurden durch die ortsansässige Firma Herrscher aufgestellt, die vier Jahre zuvor die originalen Grabsteine beseitigt hatte.
Der Friedhof wurde 1971 erneut umgestaltet. Da auf der westlichen Hälfte, zum Taharahaus hin, keine Gräber existieren, wurde westlich des belegten Teils eine Steinmauer errichtet und der Eingang dorthin verlegt. Das schmiedeeiserne Tor ist mit zwei Davidsternen geschmückt. Das Gelände, auf dem das Taharahaus steht, ist durch eine Hecke und eine Mauer vom Friedhof abgetrennt und verwildert. Es zählt nicht mehr zum Friedhof.
Das Taharahaus aus roten Ziegelsteinen wurde nach dem Krieg bewohnt, stand dann aber leer. Von der ursprünglichen Einrichtung ist nichts mehr erhalten.